# Nicky Hunt
Nicholas « Nicky » Brett Hunt, né le 3 septembre 1983 à Westhoughton, est un joueur de football anglais. Il joue actuellement comme défenseur droit pour  Ashton United.

## Biographie

### Club
Entre 2000 et 2010, il a joué pour le Bolton Wanderers Football Club. 
Le 22 juin 2015, il rejoint Mansfield Town.
Le 1er février 2016, il rejoint Leyton Orient.
Le 31 juillet 2018, il rejoint Crewe Alexandra.
D’après Transfermarkt , Nicky Hunt rejoindra à l’été 2021 le FC Darlington pour un transfert libre.
Il signera ensuite un an plus tard à Ashton United un club du 7 eme échelon anglais qui est connu pour avoir essayé d’obtenir Erling Haaland  d’une vingtaine de jours sous forme de prêt.

### Sélection
Il a plusieurs sélections dans l'équipe d'Angleterre espoirs de football en 2004-2005.